# Villa Lusthusporten

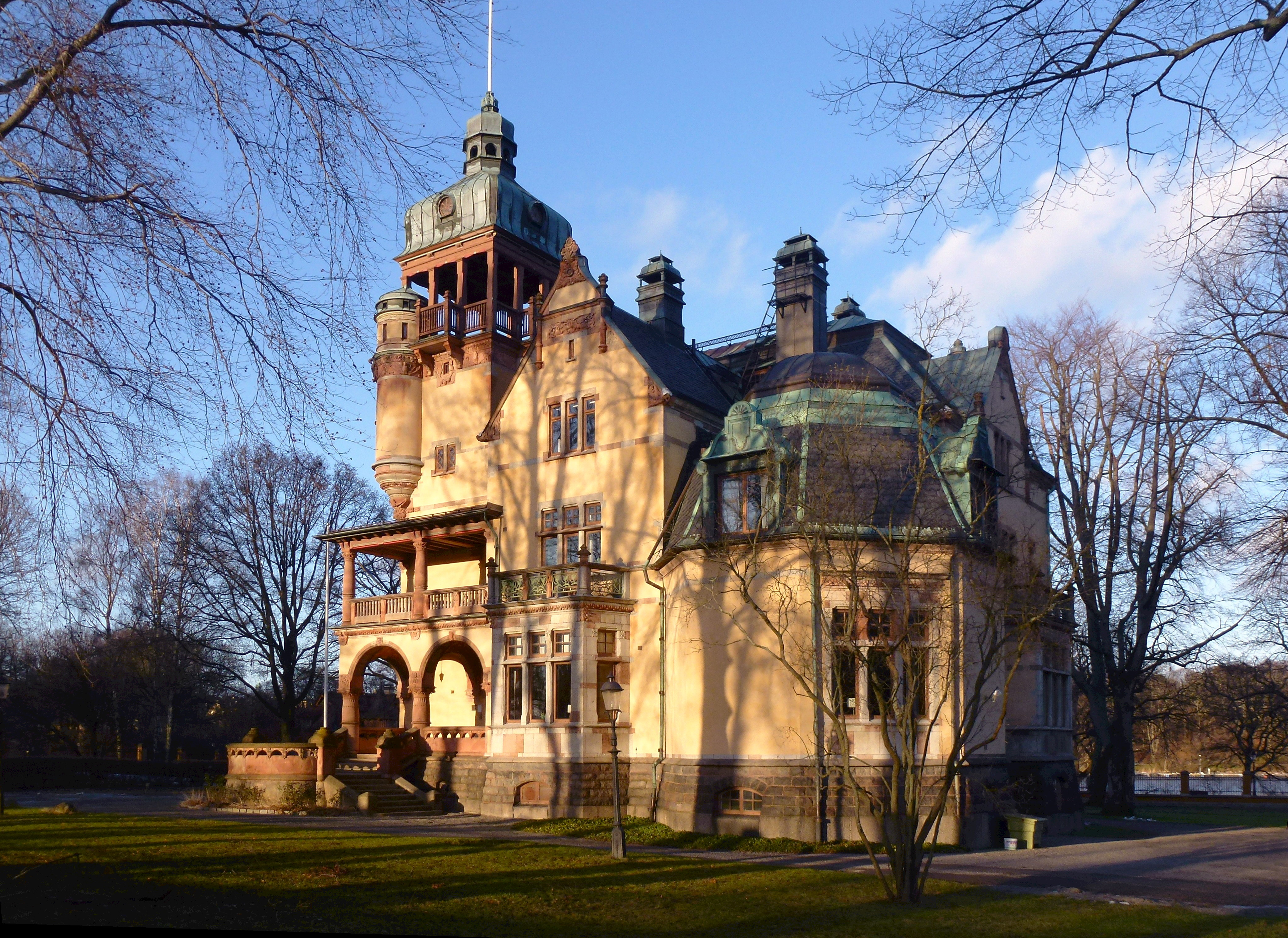
Villa Lusthusporten, januari 2015.

Villa Lusthusporten, även kallad Wicanderska villan, Brinckska villan och Liljevalchska villan, är en grosshandlarvilla från 1800-talet vid Djurgårdsvägens norra del på Södra Djurgården i Stockholm. Sedan 1971 är villan ett statligt byggnadsminne.

## Historik
Djurgården var ursprungligen inhägnad kunglig jaktmark med ingångar genom flera portar. Under 1600-talet fanns här ett lusthus som gav namn åt den närliggande porten. Här fanns även ett värdshus med namnet Blå porten (tidigare Lusthusporten), som dock brann ner 1869.
År 1873 fick grosshandlare Alfred Brinck arrendera marken och han lät bygga ett bostadshus efter arkitekt Hjalmar Kumliens ritningar. Huset var i stram italienskt stil och utgör stommen till det befintliga huset. På en karta från 1885 kallas det för ”Sommelii villa”. Under Allmänna konst- och industriutställningen 1897, användes villan som presskontor och polishäkte. 
Byggnaden såldes sedan till korkhandlaren Hjalmar Wicander. Han lät arkitekten Carl Möller bygga om huset till dess nuvarande utseende i en nybarockstil med jugenddekor som var högsta mode då. Senare minskades tomten till förmån för en allmän strandpromenad, och villan kringgärdades med ett järnstaket.
År 1940 donerades Villa Lusthusporten till stiftelsen Nordiska museet. Institutet för folklivsforskning var placerat i huset fram till 2015 när Nordiska museets ledning flyttade till museibyggnaden. Villa Lusthusporten är ett statligt byggnadsminne.

## Bilder

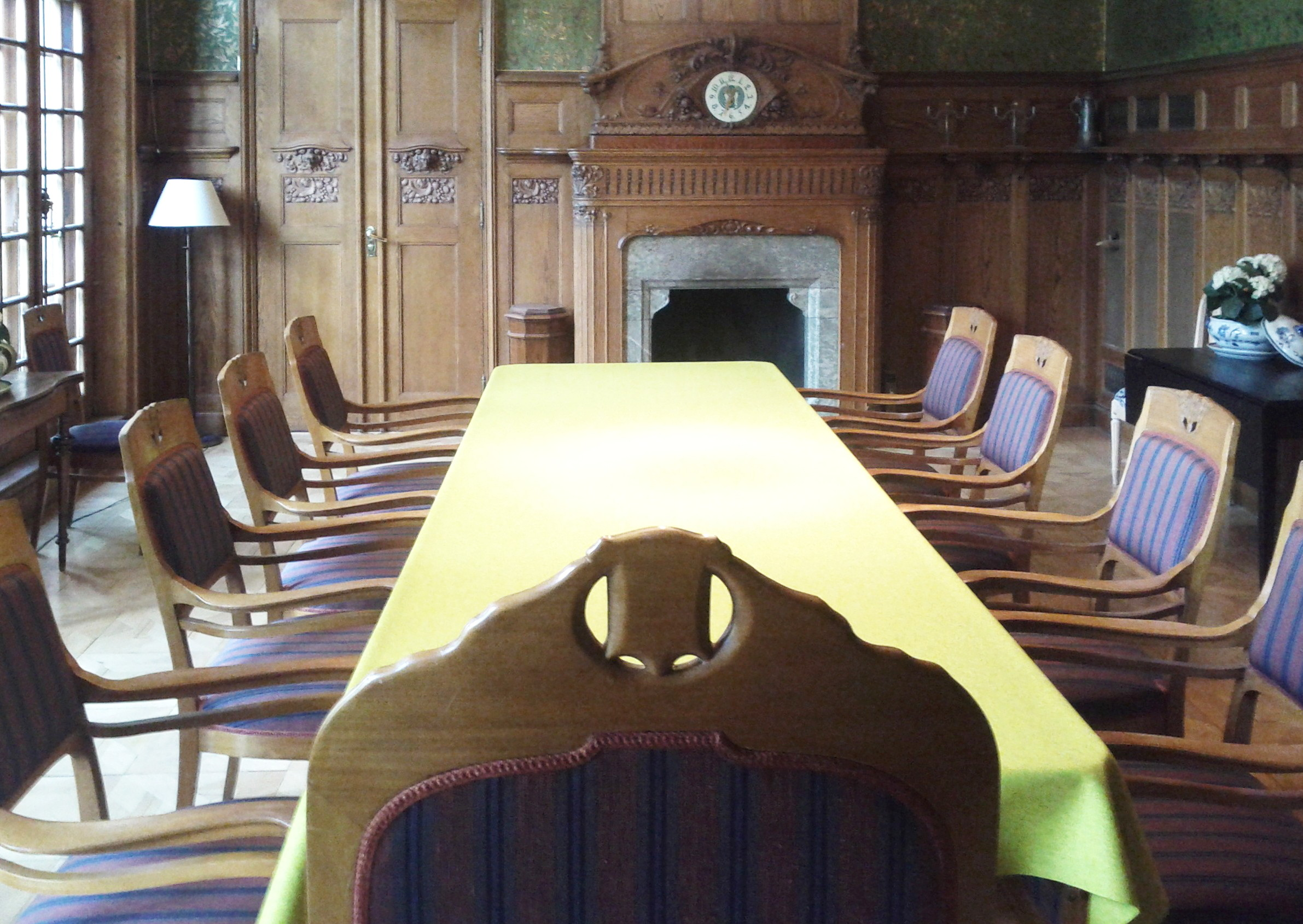
Matsalen
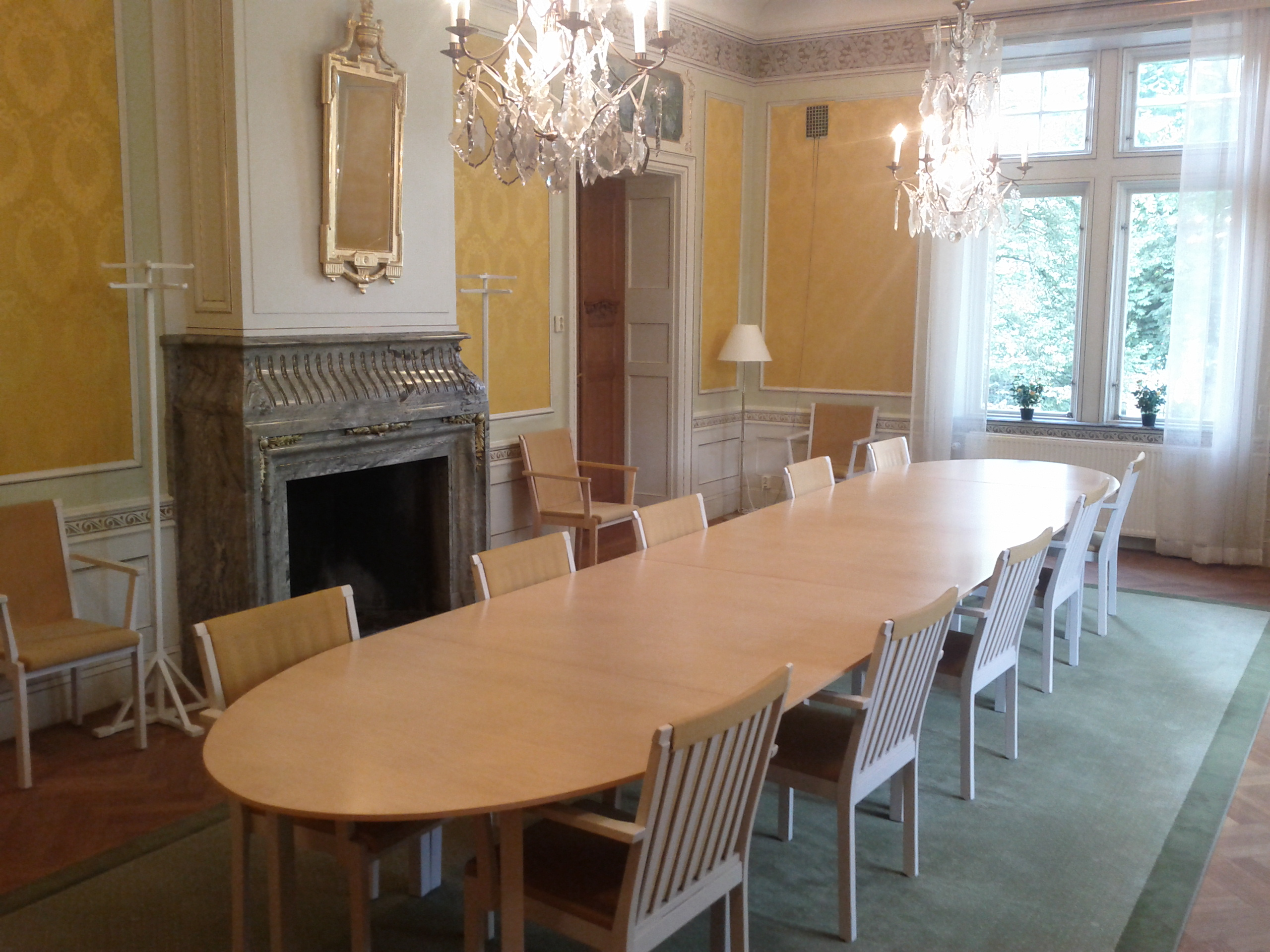
Gula salongen
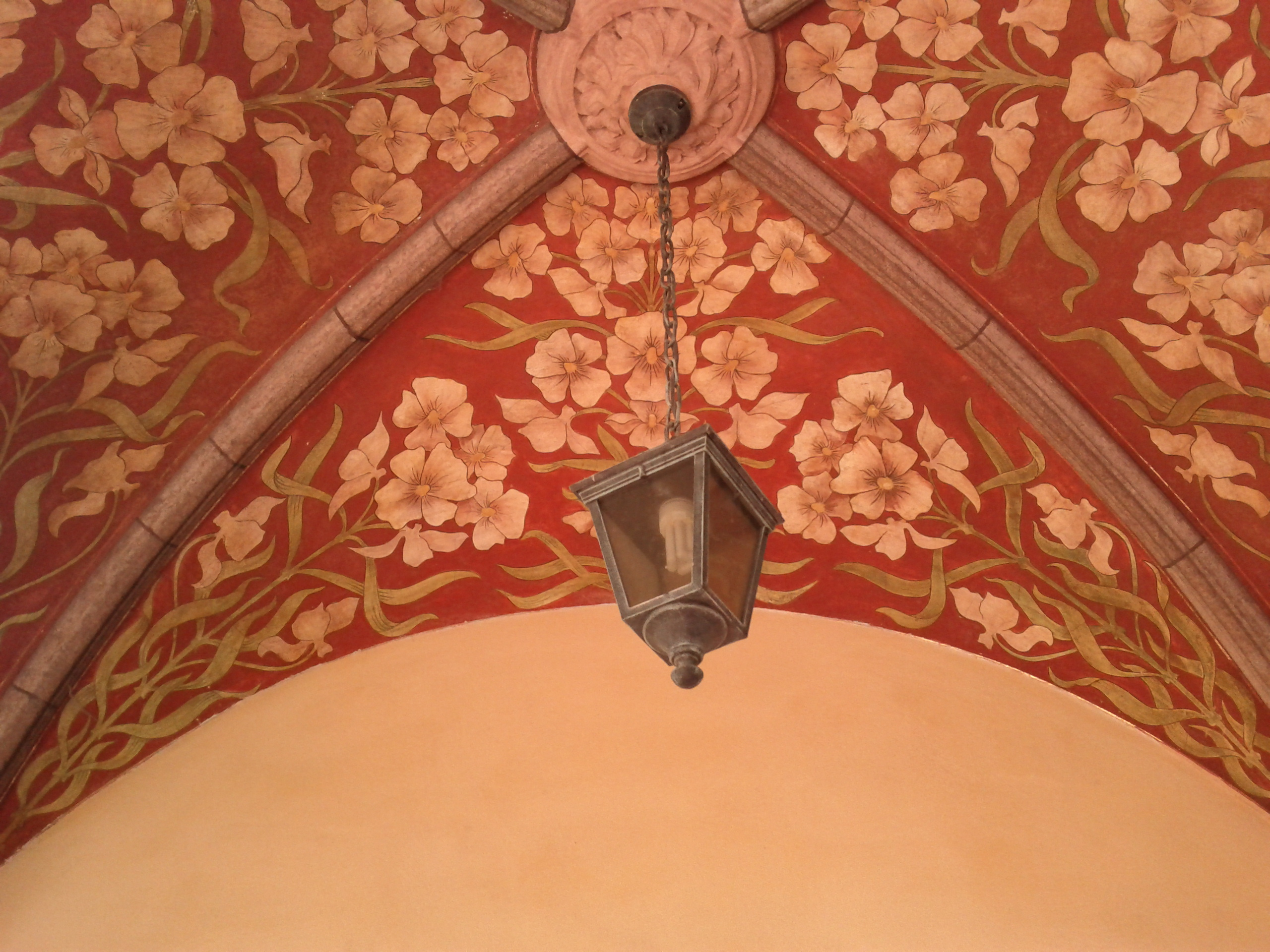
Takmålning
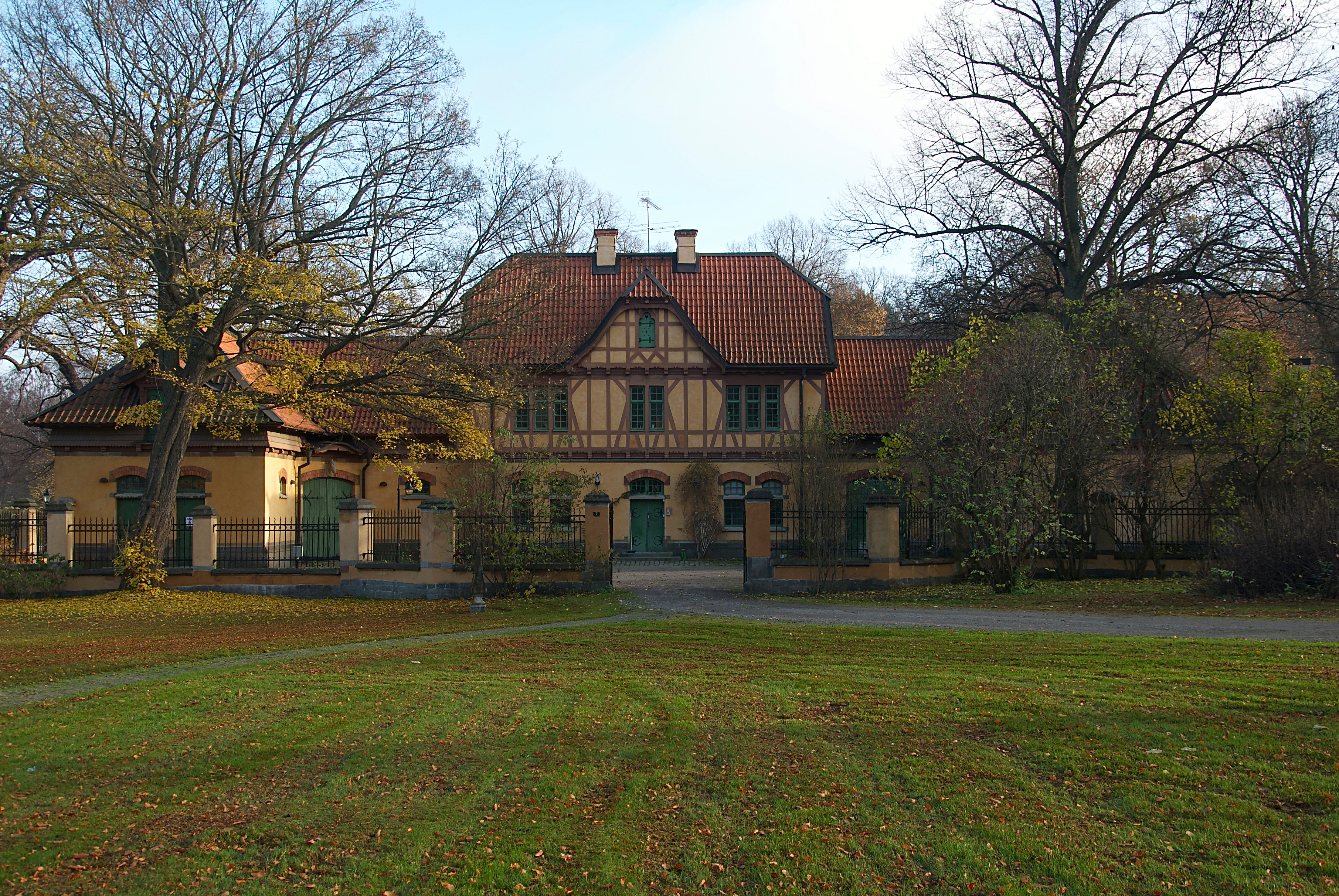
Stallbyggnaden
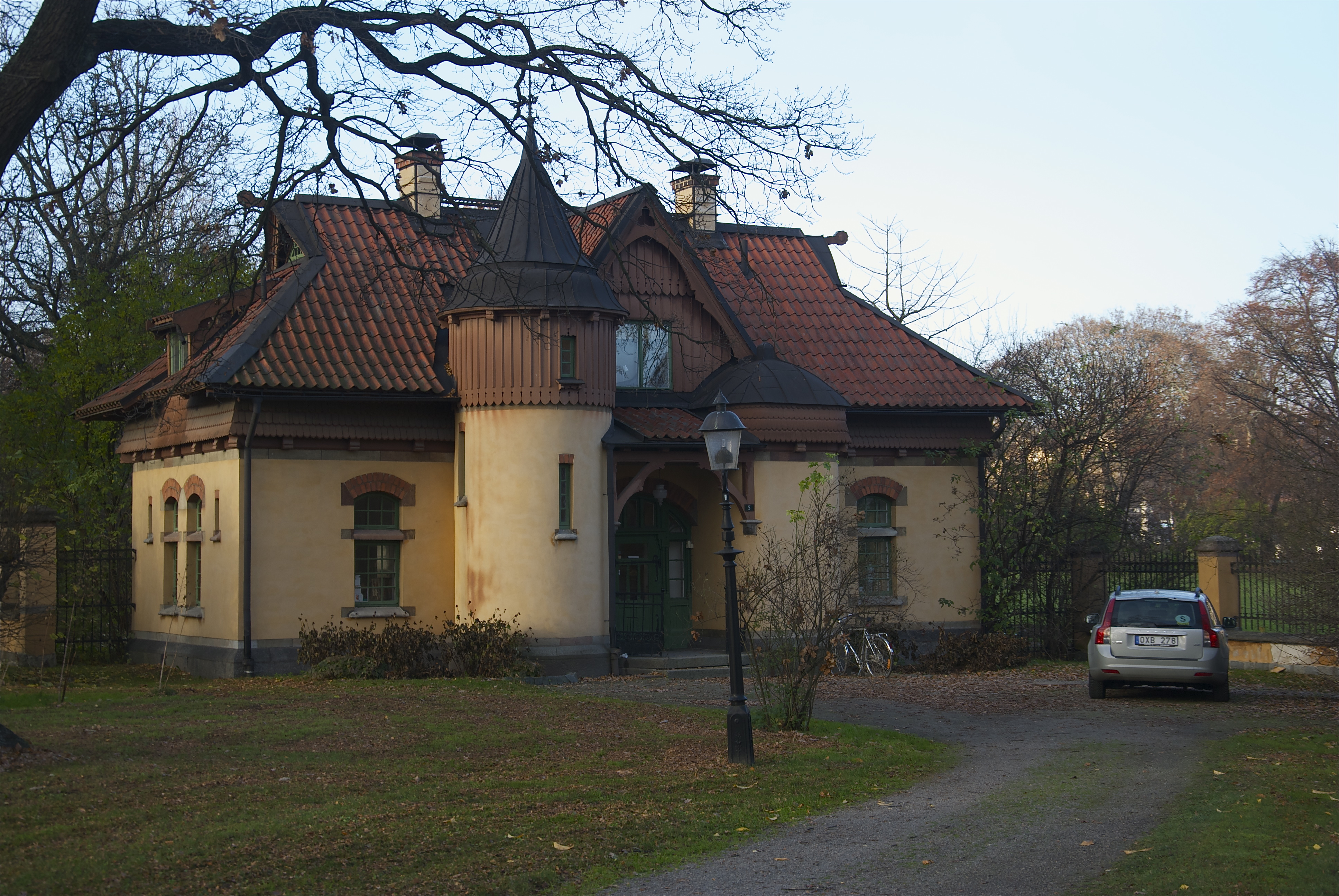
Trädgårdsmästarbostad